# Maison Carrée

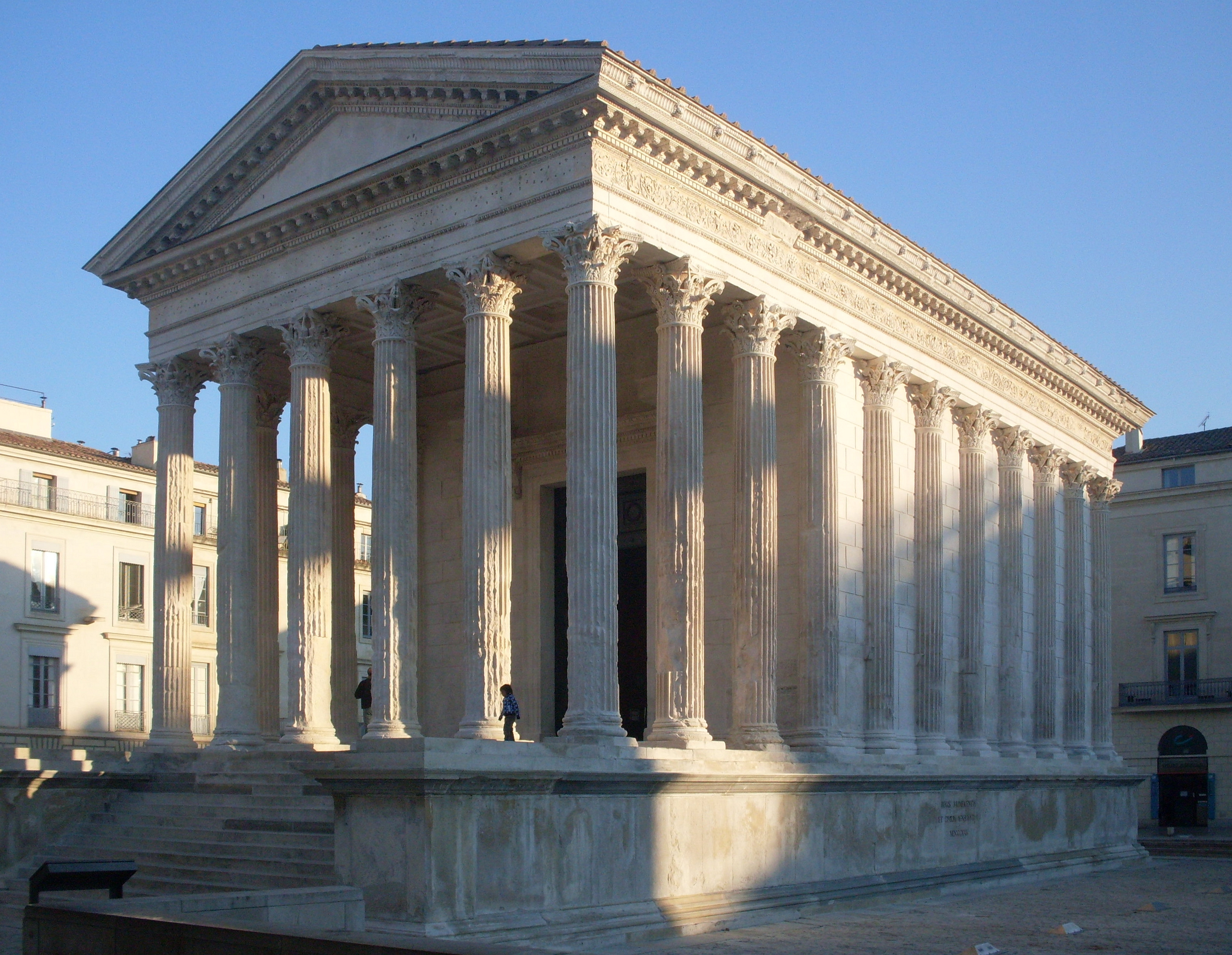
Maison Carrée, Nîmes

Die Maison Carrée (deutsch: Rechteckiges Haus) in Nîmes, Frankreich, ist einer der am besten erhaltenen Tempel auf dem Gebiet des Römischen Reiches. Seit 2023 gehört er zum UNESCO-Welterbe.
Er wurde ganz zu Beginn des 1. Jahrhunderts n. Chr., möglicherweise auf Veranlassung des Marcus Vipsanius Agrippa errichtet. Der Tempel war den Söhnen des Agrippa, Gaius und Lucius, den jung verstorbenen Adoptivsöhnen des Augustus, gewidmet. Die Inschrift mit der Widmung wurde im Mittelalter entfernt. Es war jedoch dem ortsansässigen Gelehrten Jean-François Séguier möglich, die Inschrift 1758 anhand der Dübellöcher der 30 Zentimeter hohen Buchstaben zu rekonstruieren. Ursprünglich umfasste die Inschrift nur die erste Zeile im Friesbereich der Tempelfront, wurde aber wohl im Jahr 4 n. Chr. um die zweite Zeile auf dem Architrav erweitert. Sie lautet:

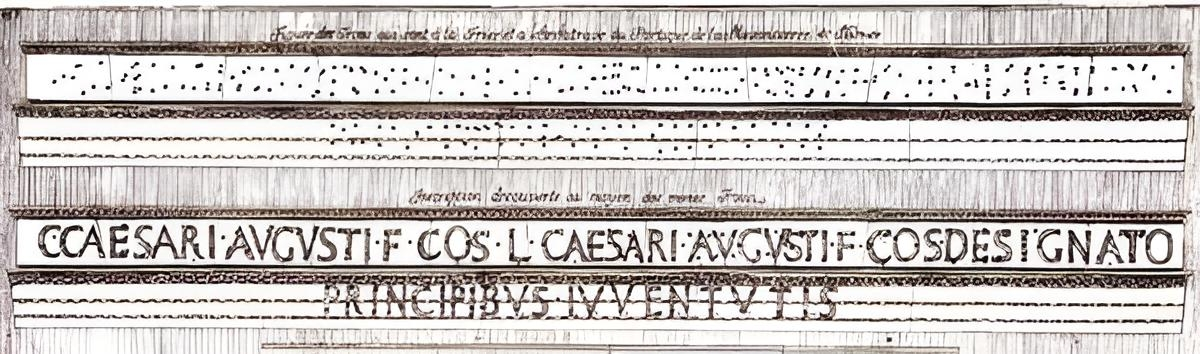
Illustration aus der Dissertation sur l’ancienne inscription de la Maison-Carrée de Nismes von Jean-François Séguier

C(aio) CAESARI AUGUSTI F(ilio) CO(n)S(uli) L(ucio) CAESARI AUGUSTI F(ilio) CO(n)S(uli) DESIGNATO
PRINCIPIBUS IUVENTUTIS
Dem Gaius Caesar, Sohn des Augustus, Konsul; dem Lucius Caesar, Sohn des Augustus, gewählter Konsul
den Ersten der Jugend.
Die Maison Carrée ist ein hervorragendes Beispiel eines klassischen augusteischen Podiumstempels. Sie erhebt sich auf einem 2,85 m hohen Podium, das das Forum der römischen Stadt überragte. Die rechteckige Grundfläche ist beinahe zweimal so lang wie breit (26,42 m mal 13,54 m). Die Vorderseite des pseudoperipteralen Tempels wird von einer tiefen prostylen Vorhalle (Portikus) dominiert, die ein Drittel der Gebäudelänge einnimmt. Ihre zehn Säulen besitzen wie die 20 Halbsäulen der äußeren Cellawände korinthische Kapitelle. Über dem auf den Kapitellen liegenden Drei-Faszien-Architrav folgt ein Fries mit feinen Reliefs, die Rosetten und Akanthusblätter zeigen. Eine große Tür (6,87 m hoch und 3,27 m breit) führt in die kleine und fensterlose Cella, den Ort für die Aufstellung der Kultbilder. Dieser Raum wird heutzutage gelegentlich für Kunstausstellungen genutzt. Es sind keine Reste der antiken Inneneinrichtung erhalten.

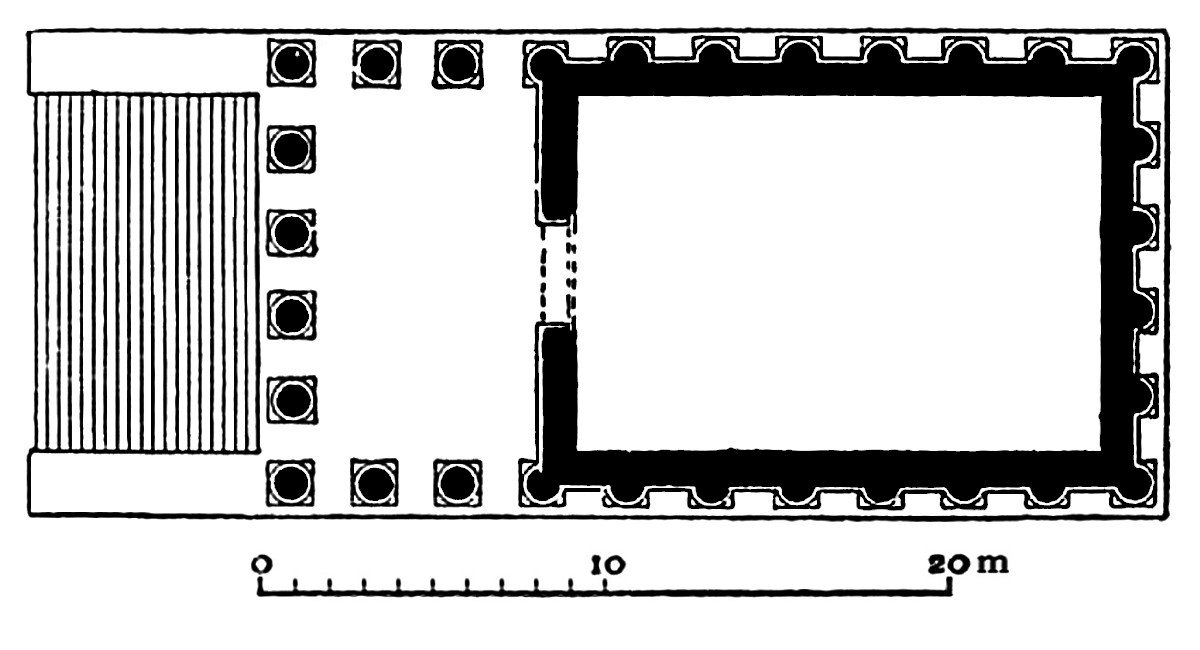
Grundriss der Maison Carrée

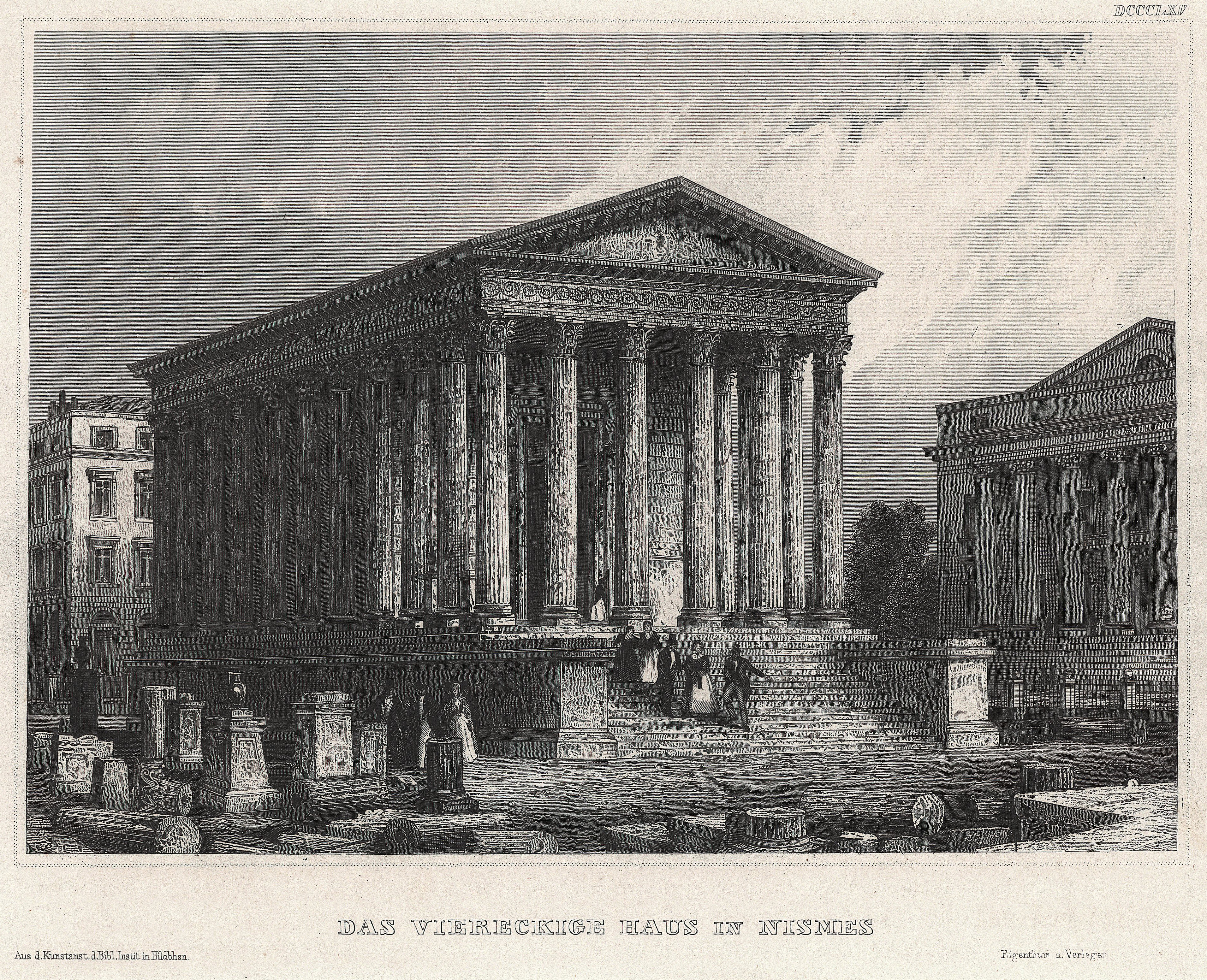
Stahlstich von 1857

Der Tempel ist erhalten, weil er im frühen fünften Jahrhundert, eine unbestimmte Zeit nach seiner Aufgabe, zu einer Kirche geweiht wurde. Dadurch entging er der weitverbreiteten Zerstörung der Tempel, die auf die Annahme des Christentums als Staatsreligion folgte. Später wurde er ein Versammlungsort der städtischen Senatoren, ein Stall während der französischen Revolution und ein Lagerort des Stadtarchivs. Im Jahr 1823 wurde er zum Museum. Der heutige Name des Gebäudes stammt aus dem 16. Jahrhundert. Damals bedeutete »carré« noch »rechteck(ig)« und nicht wie heute »quadrat(isch)«, für das man »carré parfait« benutzte. Somit ist die korrekte Übersetzung des Namens »rechteckiges Haus«.
Das Gebäude hat über die Jahrhunderte eine Vielzahl von Umbauten erfahren. Bis zum 19. Jahrhundert war es Teil eines größeren Komplexes von angrenzenden Gebäuden. Diese wurden abgerissen, als die Maison Carrée zum Museum umgewandelt wurde. Dadurch wurde dem Gebäude die prominente Stellung wiedergegeben, die es zu römischen Zeiten hatte. Der Pronaos wurde wiederhergestellt, als zu Beginn des letzten Jahrhunderts das Dach erneuert wurde. Die gegenwärtige Tür wurde 1824 angefertigt.
Eine weitere Renovierung wurde zwischen 1988 und 1992 durchgeführt, als das Dach wiederum erneuert und in dem Zusammenhang der umgebende Platz freigelegt wurde. Dabei kamen die Außenseiten des römischen Forums zum Vorschein. Sir Norman Foster wurde damit beauftragt, an der gegenüberliegenden Seite des Platzes eine moderne Kunstgalerie zu errichten, das Carré d’Art. Sie stellt einen Kontrast zur Maison Carrée dar, entlehnt jedoch viele architektonische Elemente vom römischen Tempel, wie den Portikus und die Säulen (allerdings aus Stahl und Glas angefertigt). Der Gegensatz zwischen Moderne und Antike wird so durch eine Vielzahl von Zitaten etwas abgemildert.
Die Maison Carrée inspirierte den Architekten der klassizistischen Kirche der Madeleine in Paris.
Seit dem 18. September 2023 ist das Gebäude UNESCO-Welterbe.